# 罗萨尔-德拉弗龙特拉
罗萨尔-德拉弗龙特拉，是西班牙安达卢西亚自治区韦尔瓦省的一个市镇。总面积210平方公里，总人口1816人（2001年），人口密度9人/平方公里。